# 白腰雨燕屬
白腰雨燕屬，是雨燕目雨燕科下的一個屬。本屬物種的分佈範圍環繞印度洋地區，包含馬達加斯加、幾內亞、印度及尼泊爾，目前下屬3個物種。

## 命名歷史
本屬由澳洲鳥類學家格雷戈里·馬修斯於1918年描述。其模式種指定為，即現今的馬達加斯加刺尾雨燕。其屬名根據馬修斯所言，來自於一個澳大利亚原住民名稱Zoonav。

## 下屬物種
本屬包含以下物種：
- 馬達加斯加刺尾雨燕 Zoonavena grandidieri (Verreaux, J, 1867)
- 聖多美刺尾雨燕 Zoonavena thomensis (Hartert, EJO, 1900)
- 白腰刺尾雨燕 Zoonavena sylvatica (Tickell, 1846)

## 外部連結
- 维基共享资源上的相關多媒體資源：白腰雨燕屬
- 維基物種上的相關：白腰雨燕屬